# Hrvatski rukometni kup za muškarce 2020./21.
Hrvatski rukometni kup za muškarce za sezonu 2020./21. je osamnaesti put zaredom osvojio klub Prvo plinarsko društvo (PPD) iz Zagreba. 
 
Zbog pandemije COVID-19 u svijetu i Hrvatskoj natjecanje je bilo prekidano, ali završeno, za razliku od sezone 2019./20.

## Sustav natjecanja
U Hrvatskom kupu sudjeluje 16 klubova, od kojih je 6 izravno plasirano, a 10 preko regionalnih kupova. Utakmice osmine i četvrtzavršnice se igraju na jednu utakmicu, te potom četiri preostale momčadi igraju završni turnir (Final four). 
 
Natjecanje je igrano u proljeće 2021. godine.

## Sudionici
| | |
| - izravno kvalificirani - Dubrava, Zagreb - Nexe, Našice - Poreč, Poreč - PPD Zagreb, Zagreb - Spačva, Vinkovci - Umag, Umag | - preko regionalnih kupova - Balić&Metličić, Split - Gorica, Velika Gorica - KTC, Križevci - Ribola Kaštela, Kaštel Gomilica, Kaštela - Osijek, Osijek - Rovinj, Rovinj - Sesvete, Sesvete, Zagreb - Slatina, Slatina - Varaždin 1930, Varaždin - Zamet, Rijeka |

## Rezultati

### Osmina završnice
| datum            | mjesto odigravanja | par                                      | rez.  | napomene | izvještaj                                                                    |
| ---------------- | ------------------ | ---------------------------------------- | ----- | -------- | ---------------------------------------------------------------------------- |
| 17. ožujka 2021. | Split              | Balić&Metličić Split - Umag              | 35:28 |          | Arhivirana inačica izvorne stranice od 10. listopada 2021. (Wayback Machine) |
| 17. ožujka 2021. | Varaždin           | Varaždin 1930 - Dubrava Zagreb           | 26:30 |          | Arhivirana inačica izvorne stranice od 10. listopada 2021. (Wayback Machine) |
| 17. ožujka 2021. | Rijeka             | Zamet Rijeka - Spačva Vinkovci           | 29:30 |          | Arhivirana inačica izvorne stranice od 10. listopada 2021. (Wayback Machine) |
| 17. ožujka 2021. | Rovinj             | Rovinj - Sesvete                         | 17:35 |          | Arhivirana inačica izvorne stranice od 10. listopada 2021. (Wayback Machine) |
| 17. ožujka 2021. | Slatina            | Slatina - Osijek                         | 30:29 |          | Arhivirana inačica izvorne stranice od 10. listopada 2021. (Wayback Machine) |
| 24. ožujka 2021. | Velika Gorica      | Gorica (Velika Gorica) - PPD Zagreb      | 22:28 |          | Arhivirana inačica izvorne stranice od 10. listopada 2021. (Wayback Machine) |
| 25. ožujka 2021. | Križevci           | KTC Križevci - Nexe Našice               | 24:37 |          | Arhivirana inačica izvorne stranice od 10. listopada 2021. (Wayback Machine) |
| 5. svibnja 2021. | Kaštel Sućurac     | Ribola Kaštela (Kaštel Gomilica) - Poreč | 22:27 |          | Arhivirana inačica izvorne stranice od 10. listopada 2021. (Wayback Machine) |

### Četvrtzavršnica
| datum             | mjesto odigravanja | par                                   | rez.  | napomene | izvještaj                                                                    |
| ----------------- | ------------------ | ------------------------------------- | ----- | -------- | ---------------------------------------------------------------------------- |
| 8. svibnja 2021.  | Zagreb             | PPD Zagreb - Spačva Vinkovci          | 32:23 |          | Arhivirana inačica izvorne stranice od 10. listopada 2021. (Wayback Machine) |
| 19. svibnja 2021. | Poreč              | Poreč - Sesvete                       | 20:22 |          | Arhivirana inačica izvorne stranice od 10. listopada 2021. (Wayback Machine) |
| 19. svibnja 2021. | Slatina            | Slatina - Nexe Našice                 | 25:41 |          | Arhivirana inačica izvorne stranice od 10. listopada 2021. (Wayback Machine) |
| 2. lipnja 2021.   | Split              | Balić&Metličić Split - Dubrava Zagreb | 25:29 |          | Arhivirana inačica izvorne stranice od 10. listopada 2021. (Wayback Machine) |

### Završni turnir
Igrano 19. i 20. lipnja 2021. u Poreču u dvorani "Žatika".

| datum            | mjesto odigravanja | klub1          | rez.          | klub2         | napomene                    | izvještaj                                                                    |
| poluzavršnica    | poluzavršnica      | poluzavršnica  | poluzavršnica | poluzavršnica | poluzavršnica               | poluzavršnica                                                                |
| ---------------- | ------------------ | -------------- | ------------- | ------------- | --------------------------- | ---------------------------------------------------------------------------- |
| 19. lipnja 2021. | Poreč              | Dubrava Zagreb | 17:29         | PPD Zagreb    |                             | Arhivirana inačica izvorne stranice od 10. listopada 2021. (Wayback Machine) |
| 19. lipnja 2021. | Poreč              | Nexe Našice    | 26:20         | Sesvete       |                             | Arhivirana inačica izvorne stranice od 10. listopada 2021. (Wayback Machine) |
|                  |                    |                |               |               |                             |                                                                              |
| za pobjednika    |                    |                |               |               |                             |                                                                              |
| 19. lipnja 2021. | Poreč              | PPD Zagreb     | 26:21         | Nexe Našice   | "PPD Zagreb" pobjednik kupa | Arhivirana inačica izvorne stranice od 10. listopada 2021. (Wayback Machine) |

## Vanjske poveznice
- hrs.hr, Hrvatski rukometni savez
- hrs.hr, Natjecanje / Hrvatski kup - Muški
- hrs.hr, Kup Hrvatske